# 혐오스런 마츠코의 일생 (드라마)
혐오스런 마츠코의 일생(嫌われ松子の一生)은 2006년 10월 12일부터 같은 해 12월 21일까지, 매주 목요일 22:00~22:54에 TBS에서 방송된 드라마이다.

## 방영 목록
| 제1장                                           | 2006/10/12 | 서투르지만 사랑했다. 중학 교사의 전락 인생 극장 | 8.8%  | 10분 연장 |
| 제2장                                           | 2006/10/19 | 연인의 자살                                     | 10.1% |           |
| 제3장                                           | 2006/10/26 | 궁극의 전직                                     | 8.5%  |           |
| 제4장                                           | 2006/11/02 | 내가 살인범이 된 이유                           | 8.5%  |           |
| 제5장                                           | 2006/11/09 | 사랑을 구하는 도망자                            | 8.4%  | 15분 연장 |
| 제6장                                           | 2006/11/16 | 여자 교도소 잡거 감방                           | 8.3%  | 10분 연장 |
| 제7장                                           | 2006/11/23 | 지울 수 없는 과거                               | 8.4%  |           |
| 제8장                                           | 2006/11/30 | 야쿠자와의 동거                                 | 7.8%  |           |
| 제9장                                           | 2006/12/07 | 시작에 되돌아가기 위한 살인                     | 7.2%  |           |
| 제10장                                          | 2006/12/14 | 모두 불길 속에..                                | 5.9%  |           |
| 마지막장                                        | 2006/12/21 | 천상의 행복 (최종회)                            | 8.2%  |           |
| 평균 시청률 8.2%（비디오 리서치 조사·칸토 지구) |            |                                                 |       |           |